# Berko Acker
Wilhelm Peter Berko Acker (* 14. März 1945 in Silberstraße, Landkreis Zwickau; † 1. Dezember 1978 in Berlin) war ein deutscher Film- und Theaterschauspieler.

## Leben
Bereits im Alter von zehn Jahren spielte Berko in dem DEFA Sportfilm Drei Mädchen im Endspiel mit. Aufgrund seiner sportlichen Erscheinung verkörperte er in der Folgezeit mehrfach sportliche junge Männer und Väter. Acker absolvierte sein Schauspielstudium an der Deutschen Hochschule für Filmkunst in Babelsberg. Neben diversen Film- und Fernsehproduktionen hatte er von 1968 bis zu seinem Tod ein Engagement als Schauspieler an der Berliner Volksbühne. 1975 heiratete er in Berlin-Friedrichshain Margot Gabriele Winkler. Er kam am 1. Dezember 1978 im Alter von 33 Jahren durch einen Unfall ums Leben und liegt auf dem I. St. Elisabeth-Friedhof in Berlin-Mitte begraben.

## Filmografie (Auswahl)
- 1956: Drei Mädchen im Endspiel
- 1966/1971: Der verlorene Engel
- 1967: Das Mädchen auf dem Brett
- 1968: Spur des Falken
- 1968: Wege übers Land (Fernsehserie)
- 1968: Im Himmel ist doch Jahrmarkt
- 1968: Schüsse unterm Galgen
- 1968: Der Staatsanwalt hat das Wort: Das Wochenendhaus (TV-Reihe)
- 1968/87: Die Russen kommen
- 1969: Der Staatsanwalt hat das Wort: Ich brauch’ kein Kindermädchen (TV-Reihe)
- 1969: Käuzchenkuhle
- 1969: Verdacht auf einen Toten
- 1969: Der Nachtigallenwald (Fernsehfilm)
- 1971: Salut Germain (Fernsehserie)
- 1971: Ein Mann, der sterben muss (TV)
- 1971: Anflug Alpha 1
- 1971: Avantgarde (Theateraufzeichnung)
- 1971: KLK an PTX – Die Rote Kapelle
- 1973: Polizeiruf 110: Alarm am See (TV-Reihe)
- 1974: Die Frauen der Wardins (Fernseh-Dreiteiler)
- 1975: Broddi (Fernsehfilm in 3 Teilen)
- 1975: Lotte in Weimar
- 1977: Tambari
- 1977: Dagny
- 1977: Dantons Tod (Studioaufzeichnung)
- 1978: Eine Nummer zu klein
- 1978: Achillesferse
- 1978: Brandstellen
- 1979: Bis daß der Tod euch scheidet

## Theater
- 1968: Armand Gatti: V wie Vietnam – Regie: Hans-Joachim Martens/Wolfgang Pintzka (Volksbühne Berlin)
- 1970: Walentin Katajew: Avantgarde – Regie: Fritz Marquardt (Volksbühne Berlin)
- 1971: Carlo Gozzi: König Hirsch (Leander) – Regie: Benno Besson/Brigitte Soubeyran (Volksbühne Berlin)
- 1972: Tirso de Molina: Don Gil von den grünen Hosen (Don Martin) – Regie: Brigitte Soubeyran (Volksbühne Berlin)
- 1973: Mittelalterliches Jahrmarktstück: Vom Furz (Ehemann) – Regie: Brigitte Soubeyran (Volksbühne Berlin – Linkes Seitenfoyer)
- 1974: Francisco Pereira da Silva: Speckhut (José) – Regie: Manfred Karge/Matthias Langhoff (Volksbühne Berlin)
- 1974: Christoph Hein: Schlötel oder Was solls – Regie: Manfred Karge/Matthias Langhoff (Volksbühne Berlin)

## Hörspiele
- 1978: Isaak Babel: Maria (Krawtschenko) – Regie: Joachim Staritz (Hörspiel – Rundfunk der DDR)
- 1979: Charles Dickens: Der ungebetene Gast (Scrooges Vater) – Regie: Horst Liepach (Kinderhörspiel – Rundfunk der DDR)